# Акты саморегулируемых организаций
Акты саморегулируемых организаций — принимаемые саморегулируемыми организациями нормативные и индивидуальные правовые акты. 

## Признаки актов СРО
Локальные нормативные акты СРО:
- соответствие нормативным правовым актам (законам и подзаконным актам);
- ограничение сферы применения рамками деятельности конкретной саморегулируемой организации (локальный характер);
- рассчитаны на неоднократное применение;
- принимаются компетентными органами СРО;
- прямое действие и обязательность исполнения.

Индивидуальные правовые акты СРО:
- однократное применение;
- конкретный адресат.

## Требования к актам СРО
- письменная форма,
- публичное размещение в сети Интернет на сайте СРО.

## Сфера регулирования
- акты, определяющие правовое положение СРО и её членов (например, устав или положение о членстве в СРО);
- источники регулирования предпринимательской и профессиональной деятельности членов СРО(например, стандарты и правила).

## сфера внутренних отношений в СРО
- устав;
- положение об органах управления и контроля СРО;
- положение о третейском суде при СРО;
- регламент о созыве общего собрания членов (проведения общего собрания членов);
- положение о членстве СРО;
- положение о порядке ведения реестра членов СРО;
- положение о взносах;
- положение о компенсационном фонде;
- положение о порядке выдачи свидетельства о допуске к работам (о требованиях к выдаче свидетельства о допуске к работам);
- положение о квалификации и аттестации членов (положение о периодической должностной квалификационной аттестации и дополнительном профессиональном образовании руководящих работников и специалистов организаций-членов);
- положение о сертификации;
- положение о страховании;
- положение об информации;
- дисциплинарное положение;
- положение о порядке рассмотрения жалоб и т. д.

## сфера предпринимательской и профессиональной деятельности членов
- стандарты,
- правила[4].

Правила — нормы, регулирующие порядок осуществления профессиональной или предпринимательской деятельности.
Стандарты — нормы, устанавливающие требования к характеристикам результата данной деятельности — продукта (работам, услугам и товарам). Разделяются федеральные и локальные стандарты и правила.

## Виды стандартов СРО
1. стандарты о содействии в предупреждении вреда и повышении качества работ;
2. стандарты об общих требованиях к выполнению работ в соответствующей области (в строительстве, реконструкции, капитальном ремонте, аудите, оценке, деятельности арбитражных управляющих и т. д.).

Примером федеральных стандартов и правил выступают Приказ Минэкономразвития России от 25.09.2014 N 611 "Об утверждении Федерального стандарта оценки «Оценка недвижимости (ФСО N 7)» или Приказ Минэкономразвития России от 08.12.2021 N 743 "Об утверждении Федерального стандарта деятельности саморегулируемых организаций арбитражных управляющих «Порядок и периодичность сбора, обработки и хранения саморегулируемыми организациями арбитражных управляющих информации о деятельности своих членов».
Локальные стандарты и правила СРО дополняют федеральные, к примеру, Стандарт содействия в предупреждении вреда и повышения качества работ (в сфере строительства, проектирования и реконструкции), Стандарт оценки бизнеса, Стандарт оценки недвижимости, Стандарты кредитной кооперации и другие.